# Vrånasjön
Vrånasjön är en sjö i Alingsås kommun i Västergötland och ingår i Göta älvs huvudavrinningsområde.